# ماري جونز
ماري جونز (بالإنجليزية: Mary Jones)‏ هي مجدفة أمريكية، ولدت في 25 أغسطس 1986.

## وصلات خارجية
- ماري جونز على موقع الاتحاد الدولي للتجديف (الإنجليزية)